# Harry Pflügl
Harry Pflügl (* 26. März 1959) ist ein ehemaliger deutscher Eishockeyspieler, der unter anderem für den EV Füssen, Kölner EC, Schwenninger ERC, ECD Iserlohn und Eintracht Frankfurt in der Bundesliga aktiv war.

## Karriere
Harry Pflügl ist in Toronto aufgewachsen und begann dort auch mit dem Eishockeyspielen. Schon als Sechstklässler wurde er vom Toronto Telegram in eine Liste der aussichtsreichsten Talente in Ontario aufgenommen. Im Jahr 1976 wurde er in der „Priority Selection“ der Ontario Hockey League (OHL), der höchstklassigen Juniorenliga seiner Region, in der neunten Runde und an 112. Position von den London Knights gedraftet. Statt den Weg über die OHL ins nordamerikanische Profieishockey zu gehen, entschied er sich auf Anraten seines Vaters jedoch schon im Jahr 1977 im Alter von 18 Jahren zu einem Wechsel nach Deutschland.
Pflügl schloss sich dem EV Füssen aus der Bundesliga an und erzielte bereits in seiner ersten Saison 1977/78 insgesamt 18 Tore. In der Spielzeit 1978/79 war er mit 28 Treffern und 45 Scorerpunkten Füssens dritterfolgreichster Stürmer hinter Ulrich Egen und Jörg Hiemer. Mit diesen Leistungen machte er auch die Nachwuchstrainer des Deutschen Eishockey-Bundes auf sich aufmerksam, die ihn für die U20-Junioren-Weltmeisterschaften der Jahre 1978 und 1979 nominierten.
Nach dreieinhalb Jahren in Füssen wechselte Pflügl während der Saison 1980/81 zum Kölner EC. Im September 1982 trug er drei Tore zum bis heute höchsten Derbysieg über die Düsseldorfer EG (12:4) bei. Weitere Stationen in der Bundesliga waren von 1983 bis 1985 der Schwenninger ERC, von 1985 bis 1986 der ECD Iserlohn und anschließend für ein halbes Jahr Eintracht Frankfurt. Zur Saison 1987/88 entschied sich der Mittelstürmer, der vor allem für seinen harten Schuss bekannt war, zu einem Wechsel in die 2. Bundesliga. Er verbrachte jeweils eine Spielzeit beim EC Kassel und Heilbronner EC, ehe er seine Karriere beendete.

## Karrierestatistik

### International
Vertrat Deutschland bei:
- U20-Junioren-Weltmeisterschaft 1978
- U20-Junioren-Weltmeisterschaft 1979

(Legende zur Spielerstatistik: Sp oder GP = absolvierte Spiele; T oder G = erzielte Tore; V oder A = erzielte Assists; Pkt oder Pts = erzielte Scorerpunkte; SM oder PIM = erhaltene Strafminuten; +/− = Plus/Minus-Bilanz; PP = erzielte Überzahltore; SH = erzielte Unterzahltore; GW = erzielte Siegtore; 1 Play-downs/Relegation; Kursiv: Statistik nicht vollständig)